# After Life
After Life è una serie televisiva britannica prodotta tra il 2019 e il 2022, creata, diretta, prodotta e interpretata da Ricky Gervais.
La prima stagione, composta da 6 episodi, è stata distribuita da Netflix l'8 marzo 2019, in tutti i paesi in cui è disponibile.
La seconda stagione è stata resa disponibile in streaming dal 24 aprile 2020, mentre la terza dal 14 gennaio 2022.

## Trama
La serie segue Tony, un uomo di mezza età che dopo la morte della moglie, causata da un cancro, cade in depressione. Per far fronte a tutti i suoi pensieri suicidi decide di cambiare completamente atteggiamento, iniziando a fare e dire tutto ciò che vuole senza alcuna inibizione. Anche se per lui questo atteggiamento è una sorta di superpotere, la situazione diventa complicata, perché tutti intorno a lui provano a renderlo nuovamente una persona migliore.

## Episodi
| Stagione         | Episodi | Pubblicazione UK | Pubblicazione Italia |
| ---------------- | ------- | ---------------- | -------------------- |
| Prima stagione   | 6       | 2019             | 2019                 |
| Seconda stagione | 6       | 2020             | 2020                 |
| Terza stagione   | 6       | 2022             | 2022                 |

## Produzione
Il 6 maggio 2020 è stato ufficializzato il rinnovo per una terza e ultima stagione, pubblicata il 14 gennaio 2022 in tutto il mondo.

### Sviluppo
Il 9 maggio 2018, è stato annunciato che Netflix aveva ordinato la prima stagione della serie, composta da sei episodi. La serie è stata creata e diretta da Ricky Gervais, che è anche produttore esecutivo insieme a Charlie Hanson. Il 14 gennaio 2019, è stato annunciato che la serie sarà pubblicata l'8 marzo 2019. Inoltre, è stato annunciato che Duncan Hayes sarà un altro produttore esecutivo.

### Casting
Insieme all'annuncio dell'ordine di serie, è stato confermato che Ricky Gervais sarà il protagonista della serie. Il 5 luglio 2018, è stato annunciato che Penelope Wilton, David Bradley, Ashley Jensen, Tom Basden, Tony Way, David Earl, Joe Wilkinson, Kerry Godliman, Mandeep Dhillon, Jo Hartley, Roisin Conaty e Diane Morgan faranno parte del cast principale.

### Riprese
La serie è stata girata quasi interamente a nord di Londra nel luglio 2018.

## Accoglienza
Il sito web aggregatore di recensioni Rotten Tomatoes riporta un livello di approvazione critico del 75% e del pubblico del 90%.